# Винко Прибојевић
Винко Прибојевић (средина 15. века — 1532) био је венетски историчар и доминиканац. 
Прибојевић је формулисао панславенску идеју. Сматра се претечом наредног илирског покрета и творца такозване хипотезе о балканској етногенези Словена. Заједно са својим сународницима и следбеницима, Мавро Орбини и Јурај Крижанић формирали су свеобухватно светско тројство ране панславенске идеологије у 16. и 17. веку.
Годину дана прије Мохачке битке одржао је говор о славним подвизима и краљевствима Словена на Хвару.